# 9226 Arimahiroshi
9226 Arimahiroshi eller 1996 AB1 är en asteroid i huvudbältet som upptäcktes den 12 januari 1996 av den japanska astronomen Takao Kobayashi vid Ōizumi-observatoriet. Den är uppkallad efter Hiroshi Arima.
Asteroiden har en diameter på ungefär 6 kilometer och den tillhör asteroidgruppen Koronis.